# Eder Arias
Eder Arias Angulo (Cali, Valle del Cauca, Colombia; 11 de abril de 1983) es un futbolista colombiano. Juega en la posición de defensa y se desempeña en el Chalatenango.

## Clubes
| Club                    | País                | Año                 | Partidos | Goles |
| ----------------------- | ------------------- | ------------------- | -------- | ----- |
| América de Cali         | Colombia            | 2003 - 2006         | ?        | ?     |
| Cortuluá                | Colombia            | 2007                | ?        | ?     |
| Colegiales de Concordia | Argentina           | 2007 - 2008         | 4        | 0     |
| W Connection            | Trinidad y Tobago   | 2008 - 2011         | 99       | 6     |
| Platense                | Honduras            | 2011 - 2012         | 27       | 1     |
| Victoria                | Honduras            | 2012 - 2014         | 67       | 5     |
| Águila                  | El Salvador         | 2014 - 2015         | 46       | 2     |
| Luis Ángel Firpo        | El Salvador         | 2016                | 16       | 0     |
| Chalatenango            | El Salvador         | 2016 - Presente     | 12       | 1     |
| Total en su carrera     | Total en su carrera | Total en su carrera | 270      | 15    |